# Wise Data Recovery
Wise Data Recovery（ワイズ データ リカバリー）は、WiseCleaner.com（Wise Registry Cleaner、Wise Disk Cleanerの開発者）によって開発された、無料のデータ復元ソフトである。OSによってフリースペースとして扱われている領域であっても、永久に削除されてしまったファイル（写真、ワード、電子メール、テキストファイルなど）を復元できる。また、USBフラッシュドライブ、メモリーカードやデジタルオーディオプレーヤーから削除されたファイルも復元することができる。

## 特徴
- ファイル復元の状態（良好、悪い、とても悪い、復元不可）を表示[1]
- 一般的なファイル形式（イメージ、オーディオ、ビデオ、ドキュメント、圧縮ファイルやメール）によるフィルタ[2]
- 特殊なファイル形式（JPEG、PNG、ZIP、DOC、XLS、TXT、MP3、MP4等）によるフィルタ
- ローカルドライバ、リムーバブルドライバをサポート[3]
- ドライブフォーマットは、FAT32、NTFSをサポート[4]
- 完全無料かつ高速なスキャン速度